# Patrick Chan
Pour les articles homonymes, voir Chan.
Patrick Chan, né le 31 décembre 1990 à Ottawa, Canada, est un patineur artistique canadien.
Il est double vice-champion olympique aux jeux de Sotchi en 2014 (en individuel et par équipe) et champion olympique par équipe aux Jeux olympiques d'hiver de 2018, triple champion du monde (2011, 2012, 2013), triple champion des Quatre continents (2009, 2012, 2016) et décuple champion du Canada. Il est également double vice-champion du monde (2009 et 2010).
En avril 2018, il annonce mettre un terme à sa carrière sportive.

## Biographie

### Vie personnelle
Patrick Chan est né à Ottawa. Il est descendant des Han. Son nom chinois est Chan Wai-Kuan.
Son père, Lewis, est né à Hong Kong et il a immigré au Canada alors qu'il était encore enfant. Sa mère, Karen, est aussi née à Hong Kong et elle a émigré au Canada à l'âge de 20 ans.
Patrick Chan parle l'anglais, le français et le cantonais. Il a suivi ses études à l'école secondaire Étienne-Brûlé, une école francophone, située à North York (maintenant fusionnée avec Toronto).
En janvier 2008, le Centre culturel Chinois du Grand Toronto a remis à Chan la distinction honorifique Chinese Canadien Youth Achievement Award 2007. En mai 2008, Chan a été nommé Asiatique de l'année dans les arts et le sport par le magazine Asia Network. En janvier 2009, le journal The Globe and Mail a nommé Chan comme une des plus importantes des personnalités du sport dans sa liste annuelle de personnalités importantes dans le sport canadien.

### Carrière sportive
Patrick Chan a commencé le patinage à 5 ans. Il a commencé le patinage artistique parce qu'il voulait jouer au hockey, mais sa mère lui a dit de débuter par le patinage artistique pour apprendre à patiner. Il a gagné trois titres nationaux consécutifs de 2003 à 2005, dans trois niveaux différents : pré-novice en 2003, novice en 2004 et junior en 2005. Grâce à son titre national junior de 2005, il a pu participer aux championnats du monde junior de la même année. Il s'est classé 7e. Alors âgé de 14 ans, il était le plus jeune patineur inscrit à cet événement.
À la saison 2005/2006, Patrick fait ses débuts au Grand Prix junior du Canada. Il y gagne une médaille d'or et se classe 4e au Grand Prix junior de la Slovaquie. Il se qualifie à la finale du Grand Prix junior où il s'est classé 5e. Il a fait également ses débuts chez les seniors aux championnats canadiens et il s'est classé 7e. Ce classement lui permet d'aller aux championnats du monde junior où il se classe 6e.
Malgré le fait qu'il n'ait gagné qu'une médaille au niveau junior international, Chan décide de poursuivre au Grand Prix senior la saison suivante. Il a participé à deux Grand Prix. Il fait ses débuts au niveau senior international au Trophée de France, où il s'est classé 5e. Il enchaîne avec le Trophée NHK avec une 7e place. En janvier 2007, Chan participe aux championnats canadiens à Halifax et se classe 5e. Cela lui permet d'aller aux championnats du monde junior pour une troisième année consécutive et il y gagne une médaille d'argent. Il devient le premier patineur canadien à remporter une médaille aux championnats du monde junior depuis 1984.

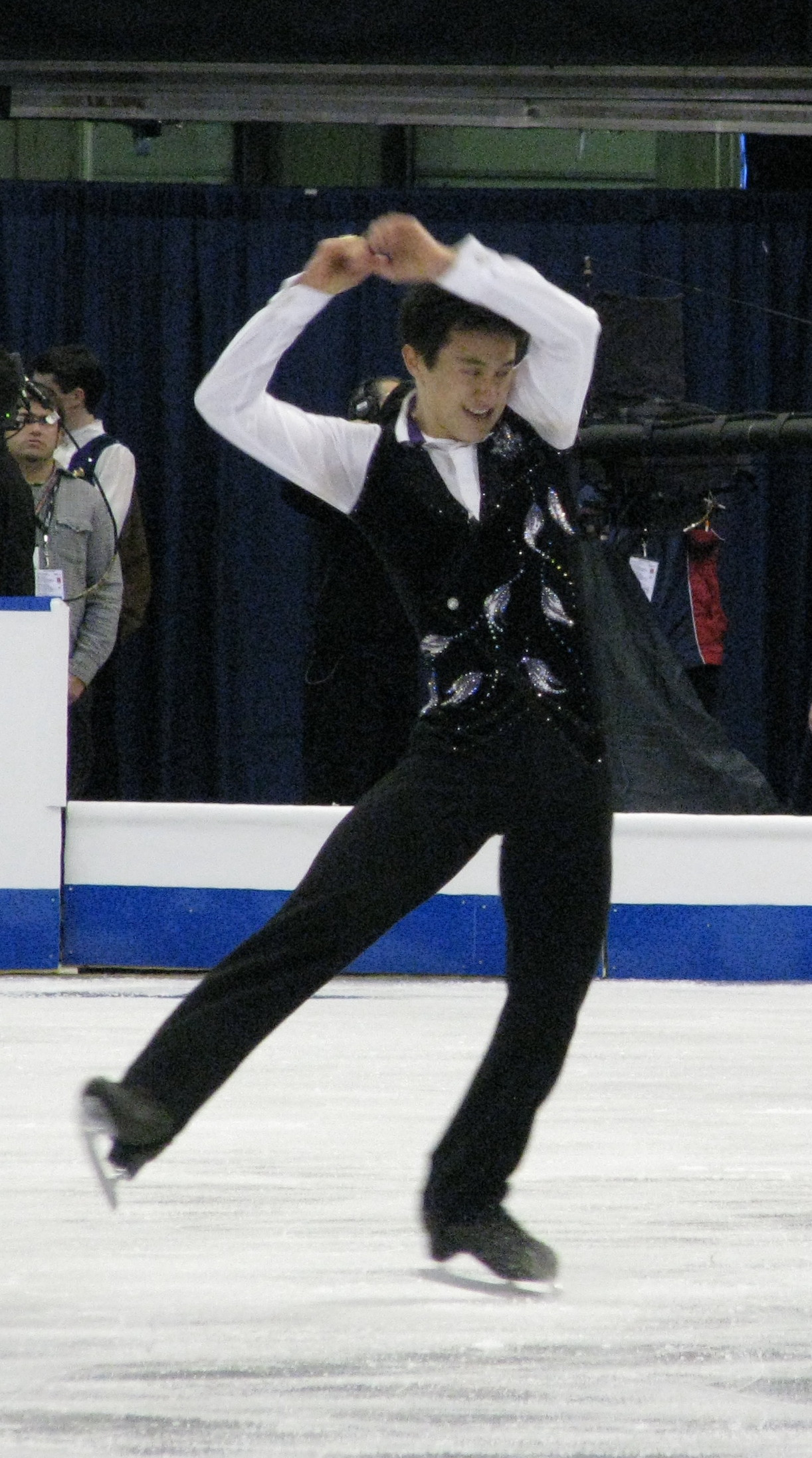
Patrick Chan lors du programme court à Skate Canada 2008.

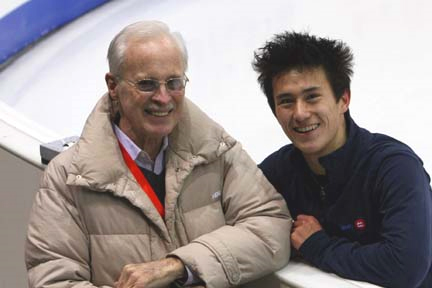
Patrick Chan avec son entraîneur Don Laws à la Finale du Grand Prix 2007/2008.

Chan commence sa saison du Grand Prix 2007/2008 avec Skate America, où il gagne la médaille de bronze. Ensuite enchaîne avec Trophée de France, où il remporte la médaille d'or. Il se qualifie pour la Finale du Grand Prix où il se classe 5e. Aux championnats canadiens 2008, il remporte le titre national. Alors âgé de 17ans, il devient le plus jeune champion canadien de l'histoire. Aux championnats du monde 2008, il se classe 7e du programme court, 11e du programme libre et termine à la 9e place. Le classement de Chan, combiné avec le classement de Jeffrey Buttle qui a remporté le titre mondial, permet au Canada d'obtenir trois places pour les championnats du monde 2009. En avril 2008, il participe au spectacle Festa On Ice, en Corée du Sud, avec Kim Yuna.
À la saison 2008/2009, Patrick participe à Skate Canada et au Trophée de France. Il y a remporté la médaille d'or à ses deux compétitions et s'est qualifié aisément pour la Finale du Grand Prix, où il termine 5e. Il défend son titre aux championnats du Canada. Il exécute un programme court propre qui lui donne un score total de 88,89 points. Il a 17 points d'avance lorsqu'il entame le programme libre. Il eut des problèmes avec un triple Flip, qu'il ne peut combiner avec un triple boucle piqué. Par contre, il a réussi deux triple Axel et ce, pour la première de sa carrière. Il a gagné le programme libre avec 165,93 points. Avec un score total de 245,82 points, il a 48,52 points d'avance sur le médaillé d'argent, Vaughn Chipeur. Patrick se qualifie pour le Quatre continents et les championnats du monde. Aux Quatre continents, il obtient 88,90 points pour son programme court, son meilleur score pour cette partie de la compétition. Chan a obtenu des niveaux 4 pour toutes ses pirouettes et sa série de pas en ligne droite. Il devance, de 7,25 points, Evan Lysacek pour la première place. Lors du programme libre, Chan a pu exécuter sa combinaison triple Flip-triple boucle ainsi que sa combinaison triple Lutz-double boucle piqué-double boucle. Il a, encore une fois, obtenu des niveaux 4 pour ses pirouettes et sa série de pas en ligne droite. Il s'est classé premier du programme libre avec 160,29 points et il a gagné la compétition avec 249.19 points. Ses scores constituent des records personnels. Il a devancé Evan Lysacek de 12,04 points. Aux championnats du monde, Chan a terminé deuxième derrière Evan Lysacek.

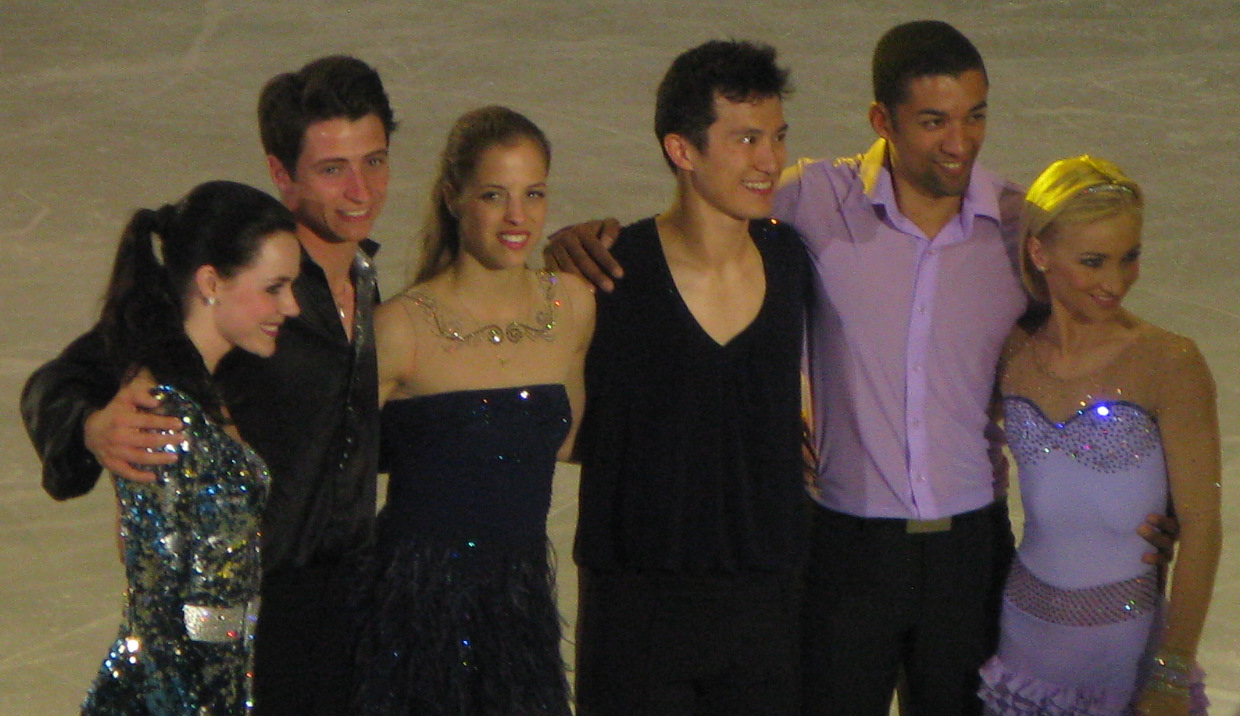
Patrick Chan parmi les médaillés d'or des championnats du monde 2012.

Patrick Chan a remporté à Moscou un premier titre mondial le 28 avril 2011, en établissant au passage trois nouveaux records mondiaux : 93,02 points en programme court, 187,96 points en programme long et 280,98 points au total. Il a notamment réussi à cette occasion deux quadruples sauts sur la musique du film «Le Fantôme de l'Opéra», d'Andrew Lloyd Webber.

### Changements d'entraineur
Chan a été entraîné par Osborne Colson depuis le début de sa carrière jusqu'à la mort de Colson en juillet 2006. Chan s'est tourné vers Shin Amano, qui était entraîneur au même endroit, pour une durée de six mois. Après que son entente avec Amano eut expiré, Chan a commencé à travailler avec Don Laws comme second entraîneur. Finalement, depuis 2007, Chan a travaillé à temps plein avec Don Laws. Le 8 janvier 2010, Chan a annoncé qu'il quittait Don Laws pour travailler avec Lori Nichol et Christy Krall.

## Palmarès
| Compétition                   | 2005    | 2006    | 2007    | 2008    | 2009    | 2010    | 2011    | 2012    | 2013    | 2014    | 2015    | 2016    | 2017    | 2018    |
| Jeux olympiques d'hiver       |         |         |         |         |         | 5e      |         |         |         | 2e      |         |         |         | 9e      |
| Championnats du monde         |         |         |         | 9e      | 2e      | 2e      | 1er     | 1er     | 1er     | F       |         | 5e      | 5e      | F       |
| Quatre continents             |         |         |         | F       | 1er     | F       | F       | 1er     | F       | F       |         | 1er     | 4e      | F       |
| Championnats du Canada        |         | 7e      | 5e      | 1er     | 1er     | 1er     | 1er     | 1er     | 1er     | 1er     | F       | 1er     | 1er     | 1er     |
| Championnats du monde juniors | 7e      | 6e      | 2e      |         |         |         |         |         |         |         |         |         |         |         |
|                               |         |         |         |         |         |         |         |         |         |         |         |         |         |         |
| Grand Prix ISU                | 2004/05 | 2005/06 | 2006/07 | 2007/08 | 2008/09 | 2009/10 | 2010/11 | 2011/12 | 2012/13 | 2013/14 | 2014/15 | 2015/16 | 2016/17 | 2017/18 |
| Finale du Grand Prix          |         |         |         | 5e      | 5e      |         | 1er     | 1er     | 3e      | 2e      |         | 4e      | 5e      |         |
| Skate America                 |         |         |         | 3e      |         |         |         |         |         |         |         |         |         |         |
| Skate Canada                  |         |         |         |         | 1er     | 6e      | 1er     | 1er     | 2e      | 1er     |         | 1er     | 1er     | 4e      |
| Coupe de Chine                |         |         |         |         |         |         |         |         |         |         |         |         | 1er     |         |
| Trophée de France             |         |         | 5e      | 1er     | 1er     |         |         | 1er     |         | 1er     |         | 5e      |         |         |
| Coupe de Russie               |         |         |         |         |         | F       | 2e      |         | 1er     |         |         |         |         |         |
| Trophée NHK                   |         |         | 7e      |         |         |         |         |         |         |         |         |         |         | F       |
| Légende : F= Forfait          |         |         |         |         |         |         |         |         |         |         |         |         |         |         |

## Sources
- (en) Cet article est partiellement ou en totalité issu de l’article de Wikipédia en anglais intitulé « Patrick Chan » (voir la liste des auteurs).